# 조나단 투미의 크리스마스 기적
《조나단 투미의 크리스마스 기적》(영어: The Christmas Miracle of Jonathan Toomey)는 2007년 공개된 영국의 영화이다. 이 영화는 1995년 수전 뵈치에호프스키가 쓰고 P. J. 린치가 일러스트를 그린 동명의 책을 기반으로 하고 있다. 빌 클락이 감독한 91분짜리 영화에는 톰 베린저, 조엘리 리차드슨, 시얼샤 로넌, 루크 워드 윌킨슨이 출연한다. 이외에는 벤자민 엘리, 잭 몽고메리, 제니 오하라가 있다.
제작비는 약 800만 파운드이다. 솔트 레이크 시티의 글로리아 영화제 등 8 곳의 영화제에서 상영되었으며, 2007년에는 "2007 최우수 작품상"으로 선정되었다. 이 영화는 그 해 말 미국, 영국과 2008년 네덜란드, 2011년 독일에서 DVD가 발매되었다.

## 출연

### 주연
- 톰 베린저
- 아란 벨

### 조연
- 엘리어트 코원
- 샘 더글러스
- 로버트 제젝
- 제니 오하라
- 로널드 픽업
- 조엘리 리차드슨
- 시얼샤 로넌
- 카렌 웨스트우드
- 리아 윌리엄스
- 토머스 브릭스
- 클레어 버트
- 벤지 컴프스턴
- 벤자민 엘리
- 잭 몽고메리
- 데렉 리들
- 루크 워드-윌킨슨
- 사라 와일더
- 서너 예이츠

## 기타
- 원작자: 수잔 워시에초스키
- Line PD: 도나 그레이
- 공동제작: 로스 허바드
- 미술: 사이몬 워터스
- 의상: 마리아 프라이스
- 배역: 다니엘 허버드
- 배역: 존 허바드

## 같이 보기
- 크리스마스 영화 목록